# Parisis minor
Parisis minor är en korallart som beskrevs av Wright och Studer 1889. Parisis minor ingår i släktet Parisis och familjen Parisididae. Inga underarter finns listade i Catalogue of Life.